# Magdalena van den Hecken
Magdalena van den Hecken (aktiv um 1635 in Amsterdam) war eine niederländische Malerin.

## Leben und Werk

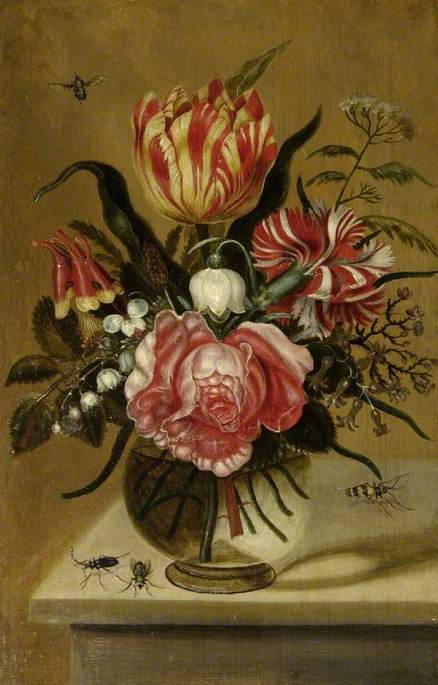
Blumen in einer Glasvase um 1640

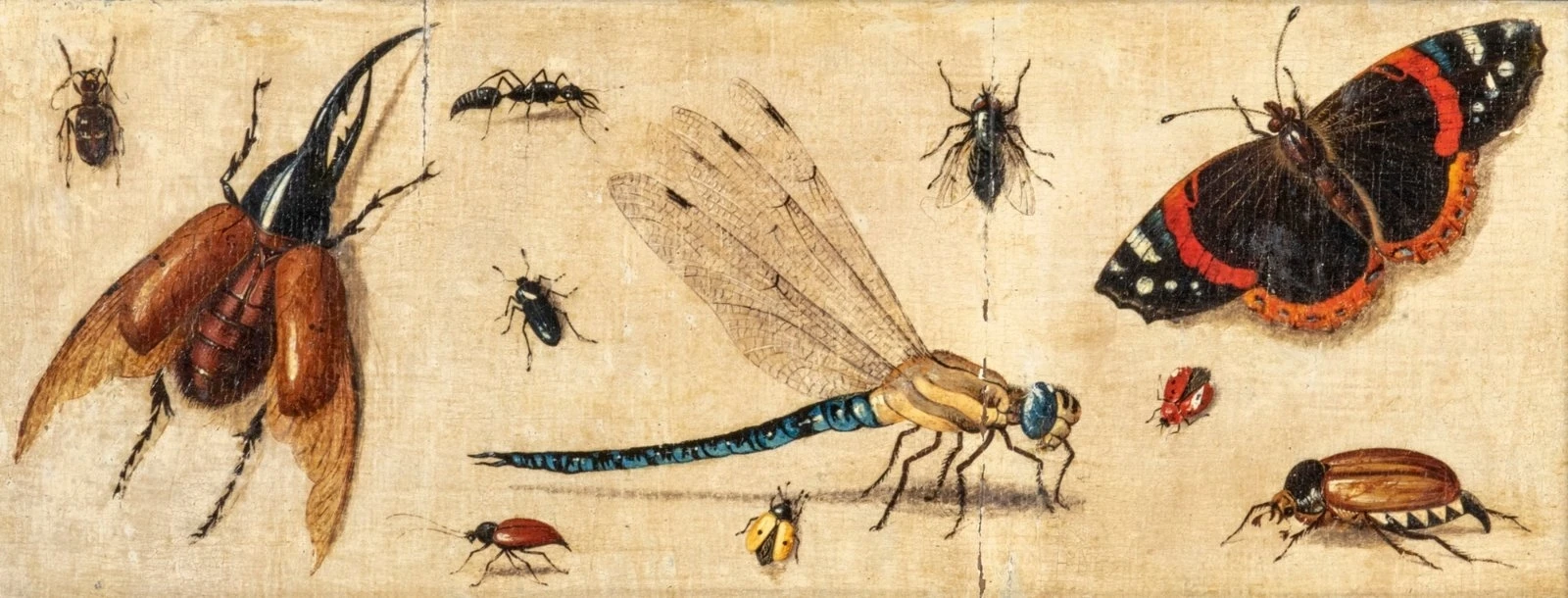
Insekten

Magdalena van den Hecken lebte um 1635. Sie war die Tochter von Samuel van den Hecken (um 1595–nach 1637), der ebenfalls Maler und vermutlich ihr Lehrer war. Ihr Bruder war der Maler Abraham van den Hecken.
Möglicherweise wurde Magdalena van den Hecken in Antwerpen geboren, da ihr Vater dort 1617 als Malermeister der Lucas-Gilde beigetreten war. Über ihr Leben ist wenig bekannt. Ihr Vater wurde 1629 in Leiden registriert, zu der Zeit lebten Magdalena und ihr Bruder Abraham in Amsterdam. Magdalena und ihr Vater werden am 20. September 1629 in einer notariellen Urkunde erwähnt, in der ein Kürschner verlangt, dass sie alle Verleumdungen, die sie über die Frau des Kürschners verbreitet haben, zurücknehmen.
Von Magdalena van den Hecken sind einige signierte Stillleben mit Blumen und Insekten bekannt. Vermutlich wurden beide Kinder vom Vater unterrichtet. Einige ungeschickte perspektivische Verkürzungen in ihrem Werk lassen laut Gemar-Koeltsch vermuten, dass sie eine Gelegenheitskünstlerin war.
Es ist nicht bekannt, wann sie starb.